# Long drink

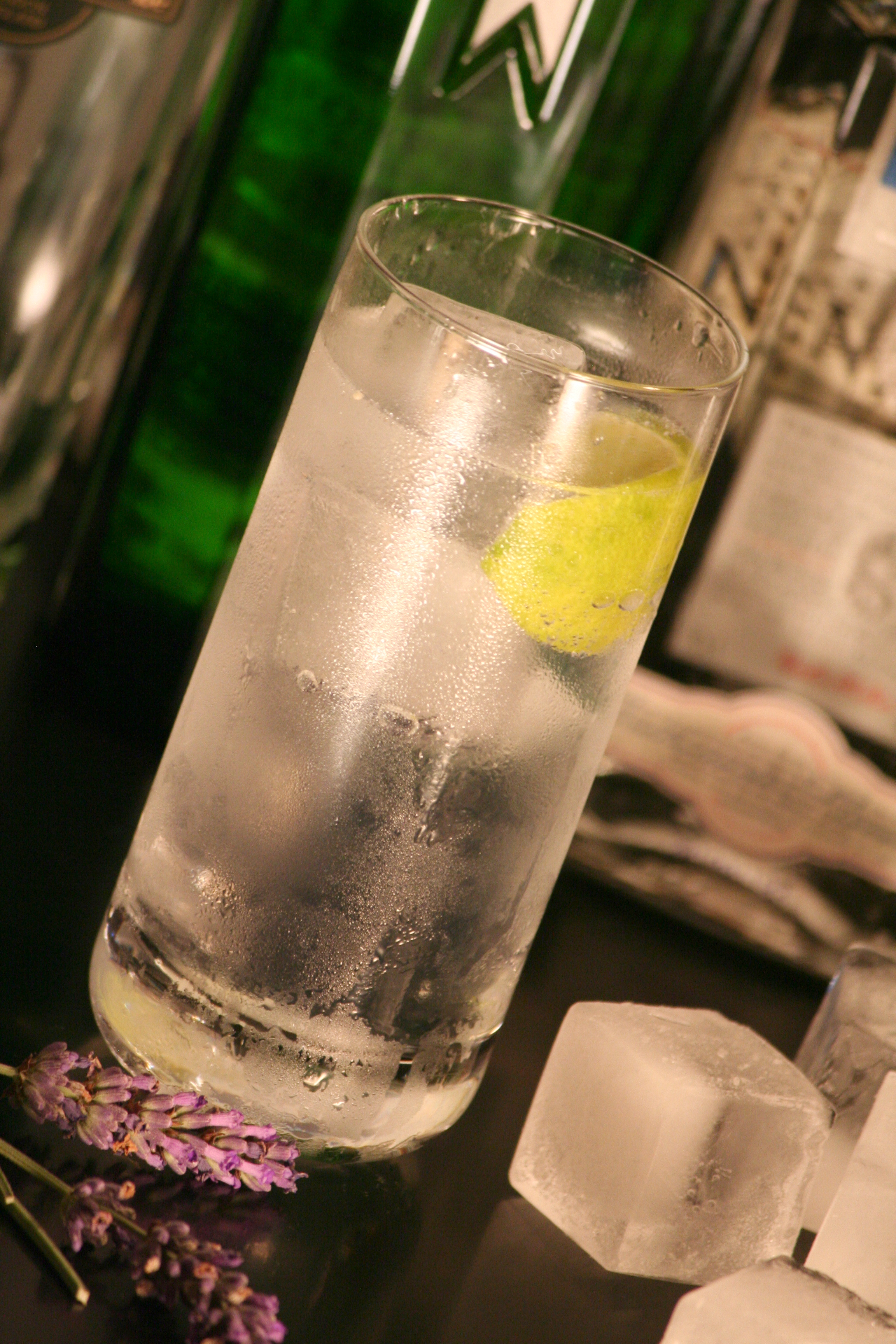
Un long drink classique : le gin tonic.

Un long drink (littéralement « boissons longues ») est une variante du cocktail avec un volume relativement important (14 cl ou plus, généralement 20-25 cl, par exception jusqu'à un maximum de 30 cl).

## Terme et composants
Le terme long drink est souvent utilisé, mais aussi en l'absence d'un terme plus approprié, pour désigner une variante particulièrement simple du cocktail, composée d'un spiritueux (2 ou 4 cl) et de la « charge » (jus, soda) avec laquelle un verre à highball ou un tumbler est rempli (généralement de 0,2 à 0,3 litre) après y avoir ajouté de la glace et des spiritueux.
Ces long drinks simples sont généralement nommés d'après la combinaison de boissons mélangées, par exemple vodka-citron (vodka avec citron amer) ou whisky coca. (whisky avec coca). Dans certaines régions, ces boissons sont également appelées « chapeaux ». Les long drinks classiques comprennent le gin tonic ou le Screwdriver.